# Випадок із газетної практики
«Випадок із газетної практики» — радянський художній фільм 1987 року, знятий режисером Миколою Літусем на кіностудії Кіностудії ім. О. Довженка.

## Сюжет
Соціальна драма за однойменною п'єсою Костянтина Щербакова. Герой фільму, журналіст Олексій Кривцов, виявляючи інтуїцію і волю, намагається досконало розібратися, яким чином в Інституті гуманітарних проблем за часів перебудови дається оцінка важливим історичним подіям. У своєму прагненні до істини герой відразу ж наживає собі ворога в особі директора інституту Шорохової.

## У ролях
- Олександр Мартинов — Олексій Олегович Кривцов
- Володимир Андрєєв — Сергій Михайлович Сіверцев
- Анатолій Ромашин — Веніамін Юрійович Василенко
- Петро Вельямінов — Гліб Костянтинович Подбєрьозов
- Валерія Заклунна — Яніна Михайлівна Шорохова
- Людмила Нільська — Дар'я Дмитрівна, подруга Кривцова
- Олена Антонова — Зоя, дочка Василенка
- Леонід Яновський — Проталін
- Ірина Калиновська — Ніна
- Георгій Мартиросьян — Владислав Єлисійович Деревщиков
- Наталія Поліщук — Віка, друкарка
- Ніна Ільїна — Рената
- Ніна Реус — Тетяна Петрівна
- Василь Фущич — Вільям Вільямович Андрачников
- Сергій Іванов — говіркий таксист
- Сергій Подгорний — Сашко, шофер Деревщикова
- О. Большаков — епізод
- А. Гонсалес — епізод
- Галина Струтинська — епізод
- Р. Тарнопольський — епізод
- Е. Юсупов — епізод
- Микола Гудзь — співробітник редакції
- Станіслав Молганов — співробітник редакції
- Валерій Панарін — епізод
- Катерина Брондукова — подруга Даши
- Н. Осипова — епізод
- Наталія Плахотнюк — епізод
- Ніна Колчина-Бунь — співробітниця редакції
- Є. Барвінська — епізод
- Віктор Мірошниченко — епізод
- Е. Грейц — Андрій Олександрович
- Є. Ясинська — епізод
- Михайло Ігнатов — хлопець, що пристав до Зої
- Олександр Агєєнков — хлопець у кафе
- Анатолій Соколовський — співробітник редакції
- Олена Драниш — співробітниця редакції
- Степан Жаворонок — посильний від Василенка

## Знімальна група
- Режисер — Микола Літус
- Сценарист — Костянтин Щербаков
- Оператор — Валерій Рожко
- Композитори — Олександр Злотник, Вадим Лащук
- Художник — Юрій Муллер